# Gemenskapsinitiativ
Gemenskapsinitiativ inom Europeiska unionen (EU) har till uppgift att lösa problem i unionen som finns i flera medlemsstater och/eller regioner. Det finns fyra gemenskapsinitiativ:
- Interreg – samarbete mellan regioner
- Equal – motarbetar diskriminering
- Leader – stöd till projekt på landsbygden
- Urban – stöd i problemområden i storstäder

| Europeiska flaggan | EU-portalen – temasidan för Europeiska unionen på svenskspråkiga Wikipedia. |